# Titre de voyage pour réfugiés

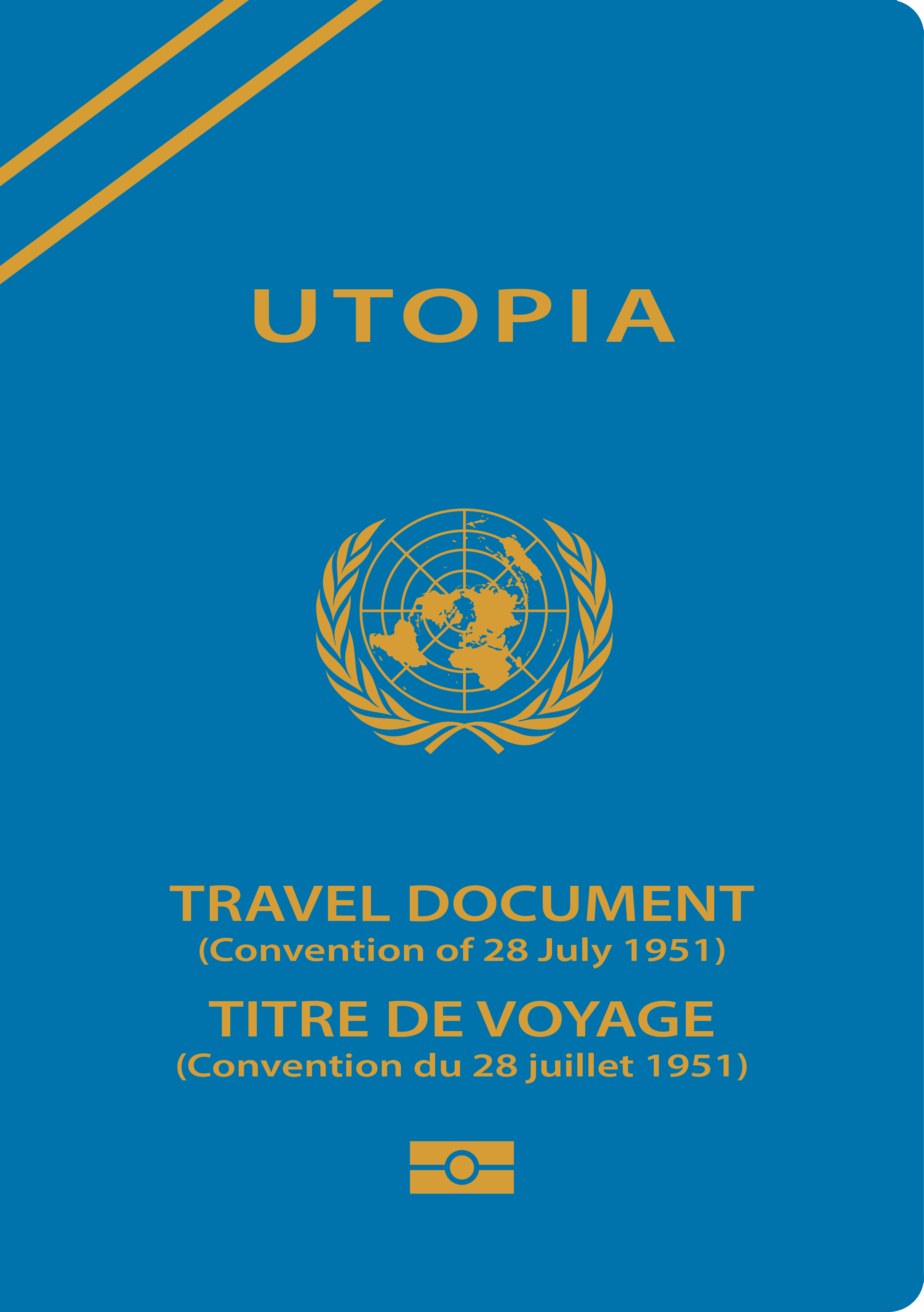
Un exemple de titre de voyage pour réfugiés.

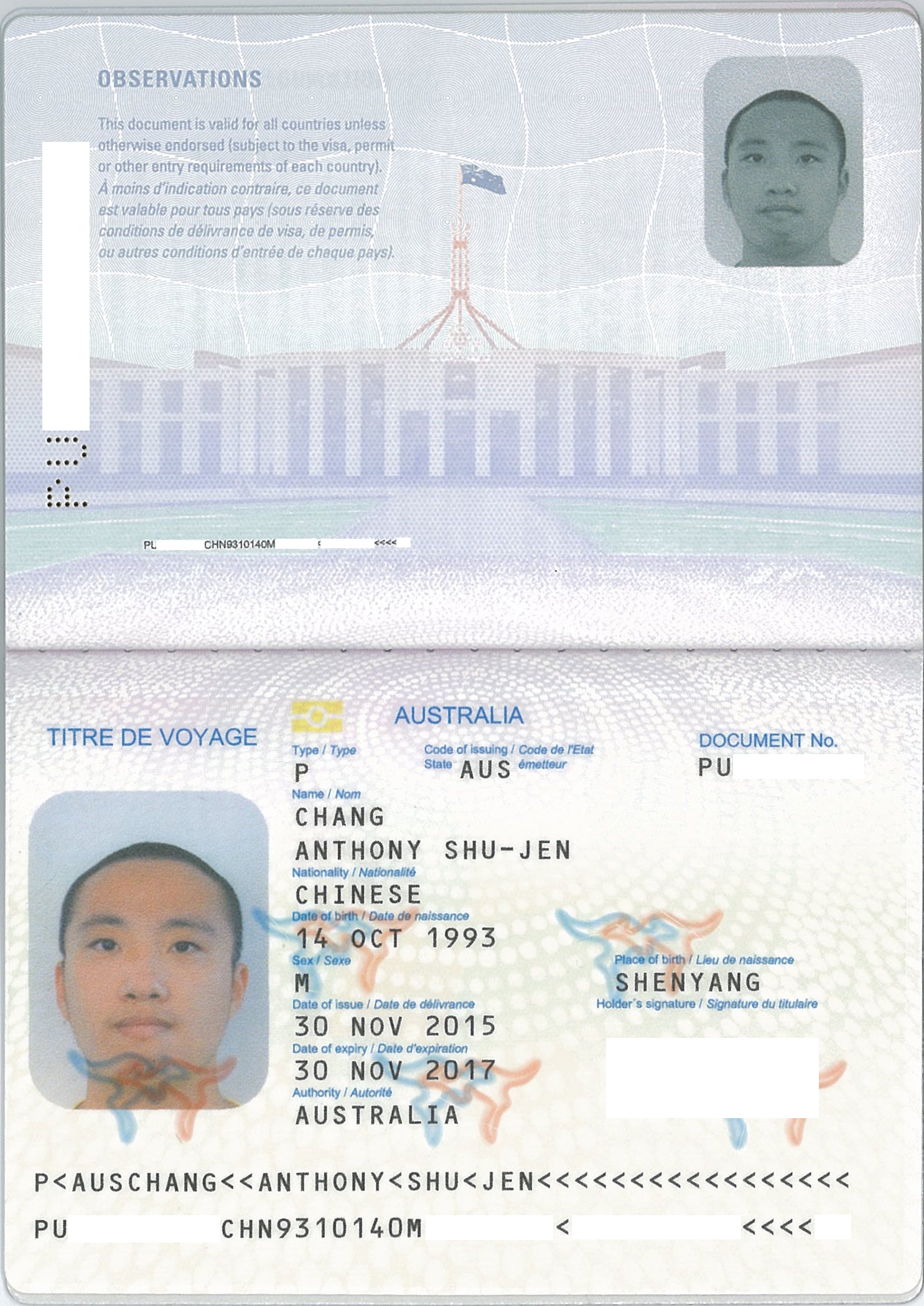
La bio-page de données d'un titre de voyage australien pour Réfugiés délivré à un réfugié chinois.

Un titre de voyage pour réfugiés (également appelée 1951 Convention travel document en anglais ou passeport de Genève) est un titre de voyage délivré à un réfugié par l'État dans lequel il réside habituellement, lui permettant de voyager en dehors de cet État et d'y retourner. Les réfugiés sont peu susceptibles d'être en mesure d'obtenir des passeports de l'État de leur nationalité (grâce à laquelle ils ont demandé l'asile) et, par conséquent, ils ont besoin de titres de voyage afin de pouvoir faire des voyages internationaux.
Les 145 États qui ont ratifiés la Convention relative au statut des réfugiés de 1951 sont tenus de délivrer des titres de voyage aux réfugiés résidant régulièrement sur leur territoire.
Les titres de voyage pour réfugiés sont des livrets, comme les passeports. La couverture porte la mention « Titre de voyage » en anglais et français (et souvent dans la langue du pays émetteur), ainsi que de la date de la convention : le 28 juillet 1951. Les livrets étaient à l'origine en gris, même si certains pays les éditent maintenant dans d'autres couleurs, avec deux lignes diagonales dans le coin supérieur gauche de la couverture. Les porteurs peuvent voyager sans visa dans certains pays, privilège étendu par les signataires de la convention.

## Les titres de voyage délivrés aux réfugiés
- Titre de voyage néo-zélandais pour réfugiés
- Titre de voyage estonien pour réfugiés
- Titre de voyage pour réfugiés (États-Unis)[2]
- Australian Convention Travel Document. Ce document ne permet pas au réfugié de retourner en Australie ; pour cela, un formulaire de demande de visa doit être obtenu[3].

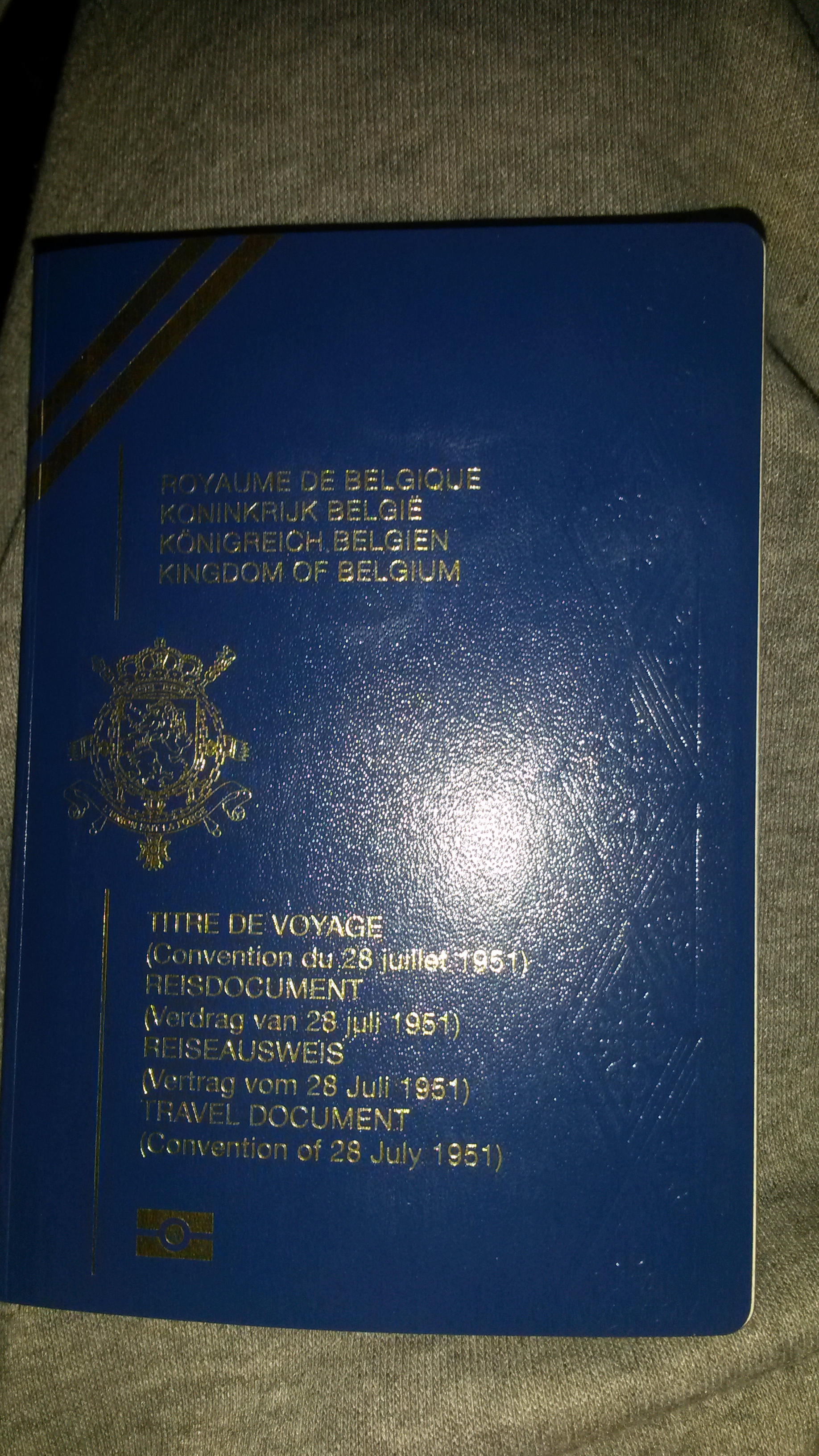
Un titre de voyage belge pour réfugiés édité en 4 langues.

- Titre de voyage suisse

## Les limites d'un titre de voyage pour réfugiés par rapport à un passeport au Canada
Les titres de voyage pour réfugiés émis par le gouvernement canadien ne peuvent pas être utilisés pour voyager dans le pays d'origine du titulaire, et un titre de voyage pour réfugié délivré par un autre pays (que le Canada) n'est pas considéré comme un passeport valide pour l'obtention d'une Autorisation Électronique de Voyage pour visiter le Canada.

### Titres de voyage nationaux pour les non-citoyens
- Le Certificat Canadien d'Identité
- Le Permis Japonais de Réentrée
- Le Certificat Australien d'Identité. Ce document ne permet pas au porteur de retourner en Australie ; pour cela, un formulaire de demande de visa doit être obtenu[6].